# Nybygget, Uppsala kommun
Nybygget är en bebyggelse väster om Jumkils kyrka i Jumkils socken i Uppsala kommun. Från 2015 avgränsar SCB här en småort.